# 弗莱尚
弗莱尚（法語：Fléchin，法語發音：[fleʃɛ̃]）是法国上法蘭西大區加来海峡省的一个市镇，属于圣奥梅尔区。

## 地理
弗莱尚（50°33'32"N, 2°17'34"E）面积10.99 平方千米，位于法国上法蘭西大區加来海峡省，该省份为法国北部沿海省份，西北濒北海，南至索姆省，东临北部省。
与弗莱尚接壤的市镇（或旧市镇、城区）包括：莱尔、博米、埃尔尼圣于连、费万帕法尔、昂坎莱吉讷加特。

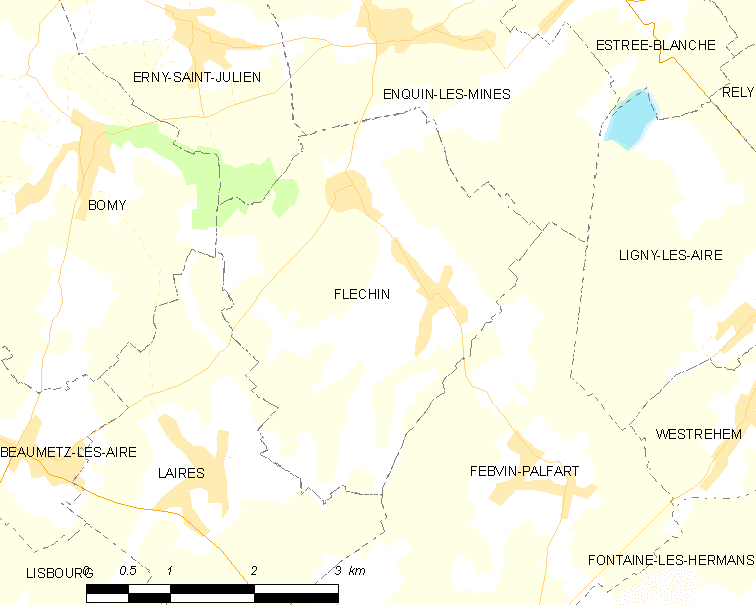
弗莱尚的OSM定位图

弗莱尚的时区为UTC+01:00、UTC+02:00（夏令时）。

## 行政
弗莱尚的邮政编码为62960，INSEE市镇编码为62336。

## 政治
弗莱尚所属的省级选区为弗吕日县。

## 人口

1962-2008年间弗莱尚人口变化图示

弗莱尚于2022年1月1日时的人口数量为473人。